# Draževina
Draževina este un sat din municipiul Podgorica, Muntenegru. Conform datelor de la recensământul din 2003, localitatea are 22 de locuitori (la recensământul din 1991 erau 25 de locuitori).

## Demografie
În satul Draževina locuiesc 22 de persoane adulte, iar vârsta medie a populației este de 70,0 de ani (68,9 la bărbați și 71,0 la femei). În localitate sunt 14 gospodării, iar numărul mediu de membri în gospodărie este de 1,57.
|  |

| Demografie | Demografie | Demografie |
| An         | Locuitori  | Locuitori  |
| ---------- | ---------- | ---------- |
|            |            |            |
|            |            |            |
|            |            |            |
|            |            |            |
| 1948       | 150        |            |
| 1953       | 141        |            |
| 1961       | 144        |            |
| 1971       | 108        |            |
| 1981       | 63         |            |
| 1991       | 25         | 25         |
| 2003       | 22         | 22         |

| \| Componența etnică conform recensământului din 2003[2] \| Componența etnică conform recensământului din 2003[2] \| Componența etnică conform recensământului din 2003[2] \| Componența etnică conform recensământului din 2003[2] \| Componența etnică conform recensământului din 2003[2] \| \| ----------------------------------------------------- \| ----------------------------------------------------- \| ----------------------------------------------------- \| ----------------------------------------------------- \| ----------------------------------------------------- \| \| \| \| \| \| \| \| Muntenegreni \| Muntenegreni \| \| 19 \| 86,36% \| \| Sârbi \| Sârbi \| \| 3 \| 13,63% \| \| necunoscută \| necunoscută \| \| 0 \| 0% \| |              |  |    |        |
| Componența etnică conform recensământului din 2003 |              |  |    |        |
| |              |  |    |        |
| Muntenegreni | Muntenegreni |  | 19 | 86,36% |
| Sârbi | Sârbi        |  | 3  | 13,63% |
| necunoscută | necunoscută  |  | 0  | 0%     |